# بول براتس
بول براتس (بالإسبانية: Pol Prats) هو لاعب كرة قدم إسباني في مركز نصف الجناح، ولد في 25 مايو 1999 في Paüls ‏ في إسبانيا. لعب مع خيمناستيك طركونة.

## وصلات خارجية
- بول براتس على موقع قاعدة بيانات كرة القدم.إي يو (الإنجليزية)
- بول براتس على موقع Soccerway.com (الإنجليزية)